# Cooperativa Agrícola Sant Gregori
Cooperativa Agrícola Sant Gregori és un edifici de Santa Bàrbara (Montsià) inclosa a l'Inventari del Patrimoni Arquitectònic de Catalunya.

## Descripció
L'edifici ocupa tota l'illa de cases, format per una estructura rectangular amb teulada a doble vessant i dos pisos. La planta baixa té la porta central amb muntants de pedra i al costat s'hi veu l'estructura de la cinta de transport de les olives. Les golfes tenen un òcul. Entre els dos pisos hi ha el rètol "Cooperativa agrícola de Sant Gregori". Annex hi ha l'estructura quadrada d'una sola planta amb porta de fusta, que fa les funcions de magatzem.

## Història
L'agrupació d'agricultors es formà el 17 de febrer de 1965. El local, la maquinària i la indústria són propietat dels socis (225). Les instal·lacions comprenen tres premses hidràuliques, tres bombes, dos batedores, una netejadora d'olives, trulls i magatzems. Com a antecedent d'aquest tipus d'agrupació, el 1913 es formà el sindicat Agrícola, promogut per Mossèn Millan, que var fer fallida. L'any 1937 l'església parroquial fou convertida en sindicat Agrícola pels grups ultra esquerrans. L'any 1957 es va formar el Grup sindical de Colonització, núm. 1531, que avui encara funciona com a Societat Agrària de Transformació.